# Bataille d'Alte Veste
Guerre de Trente Ans
Batailles
La bataille d'Alte Veste, ou de Burgstall, oppose les Suédois de Gustave II Adolphe aux Impériaux d'Albrecht von Wallenstein et Bavarois de Maximilien Ier de Bavière le 3 septembre 1632 (24 août 1632 selon le calendrier julien). Elle marque la première défaite suédoise de la guerre de Trente Ans.

## Forces en présence
- Suédois : 70 000 hommes dont 16 000 cavaliers, 104 pièces d'artillerie.
- Impériaux et Bavarois : 60 000 hommes dont 13 000 cavaliers.

## Le contexte
Depuis juin 1632, Gustave Adolphe s'était enfermé avec ses troupes dans Nuremberg, Wallenstein et l'Électeur Maximilien de Bavière lui faisant face installés dans un camp retranché.
La pénurie de vivres se faisant sentir, Gustave Adolphe tenta de déloger ses adversaires catholiques de leurs positions fortifiées. Après plusieurs reconnaissances, il conçoit le 22 août d'attaquer l'ennemi à l'endroit le plus vulnérable en franchissant la rivière Rednitz près de Fürth et de submerger la gauche adverse.

## La bataille
Le 22 août, Gustave Adolphe quitte Nuremberg avec la majeure partie de ses armées. Établissant près de Kleinreut, Grossreut et Gébersdorf trois batteries de chacune 18 pièces de 24 et 36 livres qu'il fait pilonner le camp retranché catholique sans atteindre les résultats escomptés.
Gustave Adolphe franchit alors comme prévu la Rednitz laissant dans Nuremberg un corps de réserve.
Wallenstein averti, renforce sa gauche en plaçant à Alte Veste 7 000 hommes épaulés par 80 canons, la cavalerie couvrant les arrières.
Gustave Adolphe déploie son armée en plusieurs colonnes de 500 hommes entre Dombach et Unterfurberg, lui commande la gauche, Bernard de Saxe-Weimar la droite et confie à Lennart Torstenson l'artillerie forte de 80 canons.
Les premières barricades sont conquises par l'infanterie et les dragons suédois qui ont mis pied à terre appuyés par les réserves, en revanche les troupes de Gustave Adolphe piétinent devant un bois solidement tenu par les Impériaux et les Bavarois, malgré le fait que les attaquants soient relevés toutes les deux heures par des troupes fraîches.
Wallenstein lance une contre-attaque de cavalerie sur la gauche suédoise, mais celle des Finlandais du colonel Torsten Stålhandske les repousse.
Sur la droite, Bernard de Saxe-Weimar, après avoir pris position sur une croupe, demande à Gustave Adolphe des renforts en hommes et un supplément d'artillerie pour prendre d'assaut Alte Veste. Mais celui-ci refuse, de crainte d'affaiblir l'ensemble de ses forces.
Comme prévu, toutes les attaques contre Alte Veste menées jusqu'à la nuit et sous une pluie battante échouent, contraignant les Suédois à retraverser la Reidnitz et se replier dans Nuremberg le lendemain.
Les Suédois perdirent dans l'affaire plus de 2 500 hommes tués et blessés, dont 200 officiers.

## Source
- Franz von Kausler, Atlas des plus mémorables batailles, combats et sièges des temps anciens,du Moyen Age et de l'Age Moderne, 1831 (lire en ligne).